# 322년

## 연호
- 동진(東晉) 영창(永昌) 원년
- 성한(成漢) 옥형(玉衡) 12년
- 전조(前趙) 광초(光初) 5년
- 전량(前凉) 건흥(建興) 10년

## 기년
- 동진(東晉) 원제(元帝) 6년
- 신라(新羅) 흘해 이사금(訖解泥師今) 13년
- 고구려(高句麗) 미천왕(美川王) 23년
- 백제(百濟) 비류왕(比流王) 19년

## 사망
- 동진(東晉) 초대황제 사마예